# Grand Prix Formule 1 van Hongarije 1996
De Grand Prix Formule 1 van Hongarije 1996 werd verreden op 11 augustus op de Hungaroring in Mogyoród nabij Boedapest.

## Uitslag
| Pos. | Nr. | Coureur               | Constructeur       | Rondes | Tijd / Oorzaak uitval | Grid | Punten |
| ---- | --- | --------------------- | ------------------ | ------ | --------------------- | ---- | ------ |
| 1    | 6   | Jacques Villeneuve    | Williams-Renault   | 77     | 1:46:21.134           | 3    | 10     |
| 2    | 5   | Damon Hill            | Williams-Renault   | 77     | + 0.771               | 2    | 6      |
| 3    | 3   | Jean Alesi            | Benetton-Renault   | 77     | +84.212               | 5    | 4      |
| 4    | 7   | Mika Häkkinen         | McLaren-Mercedes   | 76     | + 1 Ronde             | 7    | 3      |
| 5    | 9   | Olivier Panis         | Ligier-Mugen-Honda | 76     | + 1 Ronde             | 11   | 2      |
| 6    | 11  | Rubens Barrichello    | Jordan-Peugeot     | 75     | + 2 Rondes            | 13   | 1      |
| 7    | 18  | Ukyo Katayama         | Tyrrell-Yamaha     | 74     | + 3 Rondes            | 14   |        |
| 8    | 16  | Ricardo Rosset        | Arrows-Hart        | 74     | + 3 Rondes            | 18   |        |
| 9    | 1   | Michael Schumacher    | Ferrari            | 70     | Gaspedaal             | 1    |        |
| 10   | 21  | Giovanni Lavaggi      | Minardi-Ford       | 69     | Spin                  | 20   |        |
| DNF  | 4   | Gerhard Berger        | Benetton-Renault   | 64     | Motor                 | 6    |        |
| DNF  | 15  | Heinz-Harald Frentzen | Sauber-Ford        | 50     | Elektrisch probleem   | 10   |        |
| DNF  | 14  | Johnny Herbert        | Sauber-Ford        | 35     | Motor                 | 8    |        |
| DNF  | 2   | Eddie Irvine          | Ferrari            | 31     | Versnellingsbak       | 4    |        |
| DNF  | 20  | Pedro Lamy            | Minardi-Ford       | 24     | Ophanging             | 19   |        |
| DNF  | 8   | David Coulthard       | McLaren-Mercedes   | 23     | Motor                 | 9    |        |
| DNF  | 17  | Jos Verstappen        | Arrows-Hart        | 10     | Spin                  | 17   |        |
| DNF  | 12  | Martin Brundle        | Jordan-Peugeot     | 5      | Spin                  | 12   |        |
| DNF  | 10  | Pedro Diniz           | Ligier-Mugen-Honda | 1      | Botsing               | 15   |        |
| DNF  | 19  | Mika Salo             | Tyrrell-Yamaha     | 0      | Botsing               | 16   |        |

## Statistieken
| Pole-position | Michael Schumacher | Ferrari          | 1:17.219 |
| Snelste ronde | Damon Hill         | Williams-Renault | 1:20.093 |

## Noot
- Dit was de 25ste podiumplaats voor Jean Alesi.

1936 · 1986 · 1987 · 1988 · 1989 · 1990 · 1991 · 1992 · 1993 · 1994 · 1995 · 1996 · 1997 · 1998 · 1999 · 2000 · 2001 · 2002 · 2003 · 2004 · 2005 · 2006 · 2007 · 2008 · 2009 · 2010 · 2011 · 2012 · 2013 · 2014 · 2015 · 2016 · 2017 · 2018 · 2019 · 2020 · 2021 · 2022 · 2023 · 2024 · 2025 · 2026 · 2027 · 2028 · 2029 · 2030 · 2031 · 2032